# El caballero de Olmedo

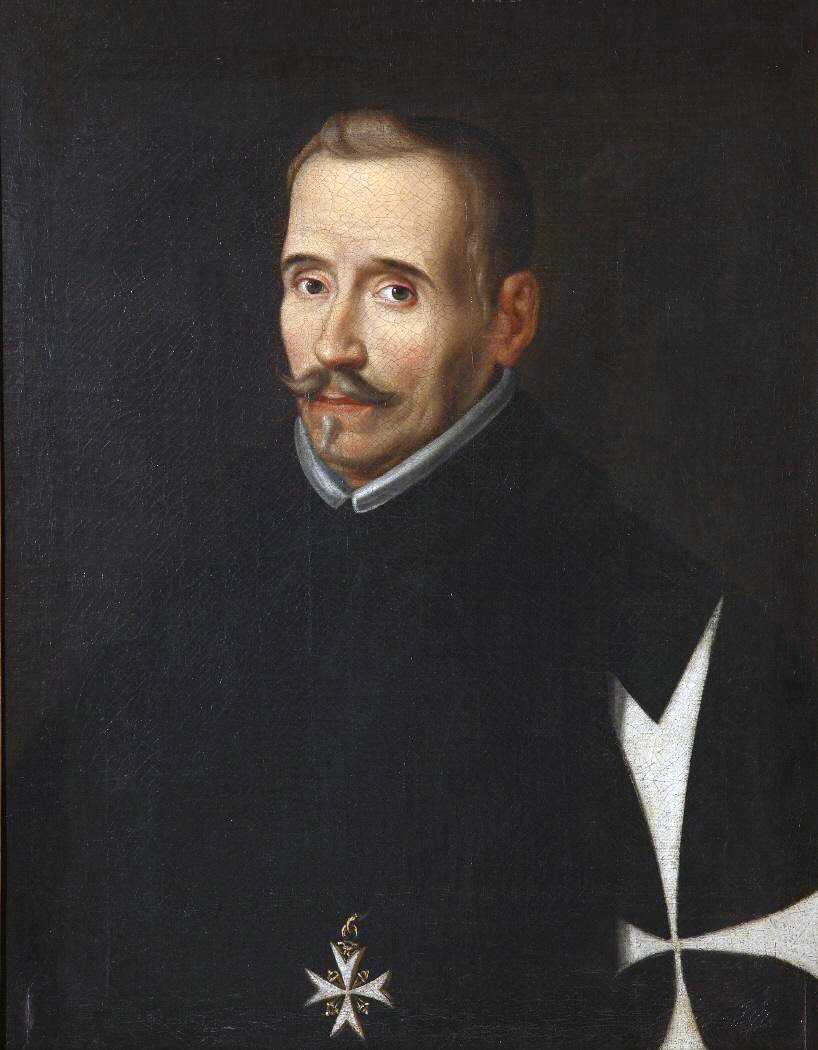
Lope de Vega

El caballero de Olmedo è una tragedia teatrale di Lope de Vega scritta probabilmente nel 1620 e basata, come altre dello stesso autore, su una canzone popolare: 

Que de noche le mataron
al Caballero,
 la gala de Medina,
la flor de Olmedo.
L'opera si classifica come tragedia (o tragicommedia), dato l'inserimento di elementi propri del genere rispetto alla tradizione classica, come la presenza del coro, il finale tragico del suo protagonista o la tematica del destino come forza inesorabile che si impone sui personaggi. A prescindere da questo, i primi due atti dell'opera contengono molti elementi in comune con altre commedie di Lope di tema romantico.

## Personaggi principali
- Don Alonso, «el caballero de Olmedo», protagonista dell'opera, giunge a Medina, e si innamora di Doña Inés. È attraente, coraggioso e cortese.
- Doña Inés, la dama dell'opera, della quale si innamorano sia Don Alonso che don Rodrigo.
- Doña Leonor, la sorella di Doña Inés.
- Don Rodrigo, promesso sposo di Doña Inés, è l'antagonista di Don Alonso. È presentato come un personaggio codardo e traditore.
- Fabia: la mezzana che funge da intermediaria tra Doña Inés e Don Alonso. È una figura simile alla Celestina di Fernando de Rojas.
- Tello: domestico di Don Alonso e complice della sua relazione con Doña Inés. Rappresenta la figura del grazioso.

A parte questi personaggi possiamo citare anche altri come Doña Ana, la domestica di Doña Inés; Mendo, il domestico di Don Rodrigo che alla fine ucciderà Don Alonso; Don Pedro, il padre di Doña Inés; Don Fernando, amico di Don Rodrigo.

## Trama

### Primo atto
Don Alonso, un nobile cavaliere di Olmedo, va alla festa del paese di Medina insieme al suo domestico, Tello. In quell'occasione vede una bellissima dama, Doña Inés, della quale si innamora. Chiede aiuto a una mezzana, di nome Fabia, alla quale dà una lettera amorosa per fargliela consegnare a Doña Inés. Per ricompensare la sua mezzana Don Alonso le regala una catenina.
Fabia si dirige a casa di Inés con la scusa di vendere cosmetici, e la invita a leggere alcuni fogli tra i quali c'è la lettera. Dopo averla letta, Fabia la convince anche a rispondere a Don Alonso, ma proprio in quel momento entrano Don Rodrigo e il suo amico Don Fernando. I due rimangono interdetti dalla presenza di Fabia, ma Inés e la sorella Leonor lo ingannano dicendo che si tratta dell'anziana che lava i loro vestiti.
Successivamente, Inés risponde alla lettera di Alonso e Fabia gliela consegna, ma Don Alonso non ha il coraggio di leggerla per paura di ricevere brutte notizie, chiedendo a Tello di farlo. Nella lettera si dice che Alonso deve andare a casa di Inés per raccogliere un nastrino verde dei suoi sandali che lei lascerà nel recinto del giardino affinché Alonso lo indossi l'indomani e lei possa riconoscerlo.
Alonso va a prendere il nastrino con Tello già calata la notte, e trovano nel giardino Rodrigo e Fernando che stavano giusto facendo un giro intorno alla casa di Inés e lo avevano già trovato. Visto che non sapevano di chi fosse, avevano deciso di romperlo a metà, ma sentite le voci di Alonso e Tello se ne vanno. Il giorno dopo, Inés vede Don Rodrigo con il nastrino e pensa che Fabia voleva tenderle una trappola affinché lei si innamorasse del suo promesso. La mezzana arriva a casa di Inés, le spiega l'equivoco e le rivela che il suo vero amante è Don Alonso, el cabellero de Olmedo.

### Secondo atto
Due giorni dopo, Alonso e Tello vanno a Medina. Tello cerca di far capire al suo padrone la pericolosità di questa storia d'amore, visto anche che Fabia, sta usando mezzi magici per riuscire nell'impresa. Alonso gli risponde che il vero amore deve sopportare qualsiasi tipo di pericolo. Arrivano a casa e Alonso e Inés iniziano a conoscersi.
Improvvisamente arriva don Pedro, per cui Alonso e Tello si devono nascondere. Don Pedro è sorpreso nel vedere la figlia ancora sveglia nel cuore della notte, e le domanda cosa ci faccia sveglia a quell'ora. Inés gli mente dicendogli che stava pregando e che vuole farsi monaca, motivo per il quale ha bisogno di una tonaca, una maestra di canto e uno di latino al più presto possibile. Don Pedro non vuole andare contro la falsa vocazione della figlia e promette di procurargli tutto. Alla fine, i due amanti decidono che Tello, incaricato di portare le lettere tra Medina e Olmedo, sarebbe stato il maestro di latino, mentre Fabia l'insegnante di virtù e di abitudini.
Le cose vanno per il meglio, ma vista la volontà di Doña Inés di farsi suora, non può andare alla festa di Medina, alla quale parteciperà il Re in persona. Alonso invece decide di andarci nonostante il sogno premonitore che gli annuncia la sua morte.

### Terzo atto
Durante la festa Don Alonso si mette in luce come miglior fantino, e Don Rodrigo incapace di sopportare tutti gli elogi che il pubblico gli indirizza, decide di partecipare nella contesa taurina. Alonso manda Tello da Doña Inés per comunicarle che si prepari a parlare con lui prima che questi parti per Olmedo, perché deve far sapere ai suoi genitori che non è morto. Nel frattempo, Rodrigo si mette all'opera e cade dal cavallo dopo lo scontro con un toro e Alonso gli salva la vita. Rodrigo va ancor di più su tutte le furie per dover la vita all'uomo del quale è geloso.
Prima di tornare a Olmedo, don Alonso passa per casa di Inés per parlarle. Dopo la conversazione, sulla strada di ritorno, vede un'ombra e si spaventa, ma non dà eccessiva importanza all'accaduto, perciò prosegue. Ormai già vicino a casa, sente una canzone che presagisce la morte del caballero de Olmedo, perciò si prepara al duello e vuole scoprire chi stava cantando, ma alla fine vede solamente un contadino. Scampato il temuto pericolo, poco più avanti, vede avvicinarsi dei cavalieri che riconosce immediatamente: si tratta di Rodrigo, Fernando e il suo domestico Mendo. Alonso, avendoli riconosciuti, si tranquillizza pensando che non gli avrebbero fatto nulla. Contro ogni pronostico, Mendo lo uccide e i tre fuggono verso Medina.
Dopo poco arriva Tello, che trova il suo padrone a terra e porta il suo cadavere ai genitori. Nel frattempo Doña Inés racconta la verità a suo padre che le acconsente di sposarlo. Tello torna a casa di Inés per informarle di quanto successo, ma trova Don Rodrigo e Don Fernando che stavano andando a chiedere le mani di, rispettivamente, Doña Inés e Doña Leonor. Velocemente riesce a raccontare il tutto a Inés e al Re che si trovava in casa, e riesce a far condannare a morte i due cavalieri.

## Il mito del Caballero de Olmedo
Il mito del Caballero de Olmedo esisteva già da prima che Lope de Vega scrivesse la sua tragicommedia. Joseph Pérez trovò nell'archivio di Simancas un documento che probabilmente diede origine alla leggenda. Il 6 novembre 1521 Miguel Ruiz, un uomo di Olmedo, uccise il suo compaesano Juan de Vivero che stava tornando dalla festa dei tori di Medina.